# 立花里子
立花 里子（たちばな りこ、1984年11月10日 - ）は、日本の元AV女優。
東京都出身。名東所属。

## 略歴
2004年にAVデビュー。ドグマやGLAY'zなどの一部の作品において、立花 理子名義で出演していたことがある。
痴女・レズものを中心に活躍した長身でお姉さん系のキカタン女優。その抜群のスタイルと鍛え上げられた腹筋がもたらすスタミナ・テクニックで「最強の痴女」「レズの鉄人」と称された。
同じ事務所だった元AV女優・三上翔子に似ていると言われて、『舐め愛レズ』をきっかけに親友となり、2人の共演も10作品に上った。三上翔子引退後は三上の後継者となり、同じくレズテクのある桜田さくらとともにレズ女王の異名をとり、また乃亜や紅音ほたるとともに痴女王の異名をとる。
2006年6月『ディープレズ 立花里子・柚月ひかる』(GLAY'z)で初監督。
2005年9月9日から投稿が開始された"りこすり半劇場 -立花里子公式ブログ"は2007年5月29日の投稿を最後に終了。終了理由は不明。最後となった投稿にも、ブログの終了を思わせるコメントはなかった。
2007年3月15日に2007年度日本アダルト放送大賞の最多出演女優大賞を受賞。
2007年7月2日、A-Vlog内にあった関連情報の掲載が全て終了。同年7月6日、A-Vlogにて「絵ロ本。」（"えろぼん"とよむ）（講談社MouRaウェブサイト内）に専念する旨の立花直筆のイラストつきコメントが公開された。なお、講談社MouRaウェブサイト「絵ロ本。」の更新は2007年12月にいったん休止したものの、下記単行本化に合わせて関連記事の掲載が一時的に再開された。
2008年3月17日に『地獄痴女スペシャル 引退･立花里子 私が永遠の最強痴女よ!』（レアル・ワークス）の発売をもって引退。同年8月29日に 『絵ロ本。』の単行本が発売された。
2008年12月20日、イーブログコンテンツに本人直筆のイラストを公開。

## 作品

### アダルトビデオ

#### 2004年
- 性感ボディ[男を誘う卑猥なカラダ]（4月29日 ドリームチケット）
- DOUBLE（4月29日 ワープエンタテインメント）
- 現役女教師ワイセツ（5月1日 フリービジョン）オムニバス作品
- 170以上の女　vol.3（5月20日 ヒビノ）
- ピタパン★スタイル[猥褻パンツルック]（6月3日 ドリームチケット）
- 団地妻[妄想しまくり若奥さま]（6月3日 ドリームチケット）
- 発情トリプルま○こ（6月10日 ドグマ）
- 下着エロバイト（6月11日 LEO）オムニバス作品
- 痴女パレス69（6月17日 ハンドメイドビジョン）
- イイ女狩り2（6月25日 うまなみ。（ケイ・エム・プロデュース））
- セクハラ株式会社（7月16日 LEO）
- 超神輝士アトライジャー（7月22日 ヒビノ）
- 淫乱OL発情日記（7月23日 うまなみ。（ケイ・エム・プロデュース））
- 美脚ワイセツ女教師（7月30日 笠倉出版社）
- 立花里子 Free Sex（8月5日 ヒビノ）
- 熱風戦隊ツヨレンジャーACT03（8月6日 GIGA）
- 素人ギャルズ[LEVEL A] 16（8月20日 ジャパンホームビデオ）
- 淫校ロワイヤルレズ学園5（8月27日 ビッグモーカル）
- バーチャルEX 痴女ハーレム 精根を吸い尽くす女神達（9月8日 アイデアポケット）
- Spermania Vol. 5 ビューティーガールにぶっかけろ!!（9月8日 アイデアポケット）
- 発熱レズセレブ（9月26日 メディアステーション）
- 舐めまくり痴女Vol.2（10月1日 MOODYZ）
- COMPLETE BODY（10月8日 LEO）
- 舐め愛レズ（10月21日 ヒビノ）
- 体感ファックif･･･31・お姉さんは世話焼き女子大生（10月21日 桃太郎映像出版）
- エッチなお仕置がしてみたい!（10月22日 芳友舎）
- 淫謀痴女大統領　痴女集団による女性上位の男根統治（11月1日 MOODYZ）
- PlatinumTicket 24（11月3日 ドリームチケット）
- 痴 秘書（11月5日 タカラ映像）
- マンイーター 01 ［男喰い］（11月8日 アイデアポケット）
- 淫術 くノ一 忍法帖（11月19日 笠倉出版社）
- 誘惑ミセス64（12月3日 U&K）
- M-1グランプリ（12月3日 ワープエンタテインメント）
- 戦闘美少女ローゼンクロイツ（12月10日 GIGA）
- 陵辱女教師（12月10日 タカラ映像）
- 変態大統領の凌辱ハーレム（12月15日 MOODYZ）
- 憎いほど男殺しⅨ～オメ娘とマン娘のチンポ弄り（12月17日 アロマ企画）
- 秘湯ドキュメントレズ（12月24日 笠倉出版社）

#### 2005年
- 雌女anthology#014（1月7日 アウダースジャパン）
- 裏M-1グランプリ（1月8日 ワープエンタテインメント）
- 痴女行為の虜になった私たち3人（1月10日 ドグマ）
- 痴女女子校生（1月14日 タカラ映像）
- 会社説明会の受付嬢をまかされたAV女優が…（1月20日 ホットエンターテイメント）
- 清楚な素人お姉さん役代行ナンパ?で、やられた素人男達（1月20日、甲斐正明事務所（ブリット））オムニバス作品
- ザ･ジラシ 禁欲×限界×大解放!!（1月21日 ビデオバンク）
- フリーダム・ワイルド・ギャルズ ち〇こ観察（1月21日 フリーダム）
- フリーダム・ワイルド・ギャルズ アナル（1月21日 フリーダム）
- フリーダム・ワイルド・ギャルズ 金蹴り（1月21日 フリーダム）
- 強制レイプマニアックス 6（1月24日 GOD）オムニバス作品
- 淫乱痴女色情狂 01（2月2日 ドリームクリエイト）
- 極・本番（2月4日 GLAY'z）
- 色エロ教えて！マドンナ先生（2月11日 ジャパンホームビデオ）
- 170以上の女たち(2枚組）（2月17日 ヒビノ）
- ザーメン狂いの女（2月21日 GOD）オムニバス作品
- 超・強制レイプマニアックス（2月25日 デジタルバンク）
- HEROINE討伐 Vol．16（3月11日 GIGA）
- AVスター・バックス後背位（3月11日 ジャパンホームビデオ）
- 業界NO.1 究極の痴女優 男殺しの舌使い 舐めまくり診療23人斬り（3月17日 アイエナジー）
- コードネームRIKOPINN エクスタシーデータを破壊せよ（3月18日 アウダースジャパン）
- 月刊マゾヒスト　美脚ハメ縛り【立花里子】VS.初めての縄のあと【早乙女あや】（3月18日 笠倉出版社）
- GREATEST HITS GAL'S BEST20 2 4時間スペシャル（3月18日 クリスタル映像）
- 女弁護士羞恥まみれ（3月18日 タカラ映像）
- 行列のできる変態診療所（3月25日 デジタルバンク）
- レズRAVE（4月8日 アタッカーズ）
- 元祖!この世のすべての女性があなたより背が高い世界（4月10日 ドグマ）
- FACE 82（4月15日 アウダーズジャパン）
- 裏FACE 催眠[赤]10（4月15日 アウダーズジャパン）
- 立花里子の絶対競泳水着宣言!!（4月15日 オブテイン・フューチャー）
- 淫女豹（4月22日 笠倉出版社）
- 立花里子のイキッパ!（4月23日 グローリークエスト）
- ノーモザイクおまんこ（5月13日 カルマ）
- キャンギャル調教（5月20日 GLAY'ｚ）
- ど痴女5（5月20日 U&K）
- 痴女教官 5（5月20日 ネクストイレブン）
- 美乳!潮吹き!OLの性体験 5（5月20日 メディアアーツ）
- 三姉妹監禁くノ一淫魔伝説（5月25日 笠倉出版社）
- ドレスの女性（5月27日 タカラ映像）
- 手コキ痴獄「手”ちゃう!」 1（6月3日 U&K）
- 美乳! 潮吹き! OLの性体験 6（6月17日 メディアアーツ）
- 変態女医陵辱（7月1日 タカラ映像）
- 雌女anthology#20 DX（7月2日 アウダースジャパン）
- ふたりが痴女でOLでセールスレディー。（7月8日 ビッグモーカル）
- Sweetie’s Hotel*01（7月15日 ゴーゴーズ）
- 顔キ攻撃（7月21日 アイエナジー）オムニバス作品
- お姉さんが犯してあげる3時間スペシャル!!（7月22日 クリスタル映像）オムニバス作品
- エロい女の接吻、フェラチオ、セックス（8月1日 MOODYZ）
- 女教師中出し20連発（8月4日 アイエナジー）
- 会員制高級ソープ 二輪車限定 痴女専門店（8月5日 GLAY'z）
- 服従イラマチオ（8月12日 タカラ映像）
- 痴女仕置人 完全版（8月19日 ケイ・エム・プロデュース）
- 行列のできる老人ホーム（8月26日 デジタルバンク）
- 痴女弁護士（9月1日 MOODYZ）
- ああっボクのご主人さまっ（9月20日 ネクストイレブン）
- 女囚アマゾネス　ひん剥かれた美女軍団（9月27日 マックス・エー）
- 痴女二刀流 W痴女の男根輪姦（10月1日 MOODYZ）
- 院内ご奉仕（10月7日 タカラ映像）
- ULTIMATE GOLD（10月21日 GLAY'ｚ）
- 集団痴女キャバ嬢 完全版（10月28日 おかず。(ケイ・エム・プロデュース））
- Fetish Lesbian 20（10月28日 ドリームクリエイト）
- Six Doors of lesbian kiss（11月1日 アウダースジャパン）
- ハイパースレスレモザイク vol.1（11月4日 アイエナジー）
- 美脚な女 crazy legs and SEX（11月18日 MISSING）
- ウルトラデジモ＆ウルトラ痴女（11月19日 クロス）
- うまなみ。プレゼンツ12　淫乱OL4時間（11月25日 おかず。（ケイ・エム・プロデュース））うまなみ作品『淫乱OL発情日記』のセルDVD化作品
- 乱交3姉妹（12月1日 MOODYZ）
- Five Doors of lesbian kiss 初回限定版（12月2日 アウダースジャパン）
- 変態志願（12月4日 タカラ映像）
- うまなみ。プレゼンツ13 イイ女狩り4時間 2（12月16日 おかず。（ケイ・エム・プロデュース））
- スレスレ限界モザイク 露出中出し20連発（12月21日 アイエナジー）

#### 2006年
- 狙われた人妻 調教レズレイプ2 〜女が女を犯す時。〜（1月13日 U&K）
- 立花里子の剃毛、パイパンレズ調教（1月13日 カルマ）
- 立花里子の奴隷部屋 野々宮りん（2月3日 GLAY'ｚ）
- 痴女サミット（2月4日 アキノリ）
- 催眠女肉陵辱中出し・美貌の女医（2月4日 ヒビノ）
- 女デカ中出し捜査（2月16日 アイエナジー）
- 立花里子の奴隷部屋 綾乃梓（3月3日 GLAY'ｚ）
- レズサミット（3月4日 アキノリ）
- 競泳水着の女 立花里子 タイト&ウエット（3月4日 アキノリ）
- エンドレス痴女（3月7日 プレミアム）
- 立花里子 BONDAGE DOLL（3月24日 シネマジック）
- いじめられっ娘 9 女王のクラス編（3月24日 ビッグモーカル）
- ウルトラスレスレモザイクNO1（4月20日 アイエナジー）
- 責め痴女　ハーレムスペシャル（5月1日 レアル・ワークス）
- 女怪盗女豹4密林の秘宝プアゾン（5月7日 アタッカーズ）
- VIRTUAL主観痴女（5月13日 カルマ）
- 月刊 立花里子 完全版（5月26日 おかず。（ケイ・エム・プロデュース））
- Eros 肉棒の虜（6月7日 桃太郎映像出版）
- ハーレム学園プレミアムVOL.1（6月7日 プレミアム）
- 感じるレイプ 中出し20連発 女教師（6月22日 アイエナジー）
- 女教師レズ緊縛ぶっかけ放尿スパンキング（7月7日 TMA）
- 感じるレイプ?! 看護婦（7月20日 アイエナジー）
- 超デジモ（7月21日 レアル・ワークス）
- 裏いじり3時間（7月25日 サイド・ビー制作室）
- 僕がペット 隠語いじめ（8月18日 レアル・ワークス）
- 責め痴女ハーレムSPECIAL 完全版（8月18日 レアル・ワークス）
- オナニー・パラノイア（8月19日 ドグマ）
- イカサレ4時間 4（8月25日 おかず。（ケイ・エム・プロデュース））
- 人妻売春 06 りこ（9月8日 I.B.WORKS）
- ふたなりレズビアンCLIMAX（9月19日 D1(ドグマ））
- 麻薬捜査官　ヤク漬け膣痙攣（9月21日 アイエナジー）
- 男殺油地獄 2 完全版（9月29日 おかず。（ケイ・エム・プロデュース））
- 超高級美少女レズ・ソープ嬢（10月5日 ディープス）
- ULTRA　ポルチオトランス（10月5日 ベイビーエンターテイメント）
- レイプ裁判 正義の法廷（10月7日 アタッカーズ）
- 立花里子がコギャルデビュー!（10月19日 V&Rプロダクツ）
- 超最高級 性感 花嫁（10月19日 アイエナジー）
- イカセ特訓（10月20日 レアル・ワークス）
- 女子アナ 中出し生中継（11月4日 アイエナジー）
- 業界NO.1責めギャルが25本ヌキ　立花里子（12月7日 アイエナジー）
- 僕と立花里子とニューハーフ 女同士の嫉妬?密室劇場、世にも奇妙な三角関係。（12月13日 カルマ）
- THE痴女07×超ギリ激ヤバモザイク×淫乱帝国の掟（12月21日 ディープス）
- 集団痴女学園2　完全版　(12月22日 おかず。（ケイ・エム・プロデュース））

#### 2007年
- 立花里子 改造計画 人格崩壊（1月5日 アイエナジー）
- マジックミラー号逆ナンパ編 超豪華お年玉スペシャル! 池袋痴女旋風編（1月5日 ディープス）
- 狙女の子のSM りことまゆら（1月7日 アタッカーズ）
- これが噂の痙攣薬漬け 単体ヴァージョン 3（1月18日 ナチュラルハイ）
- 痴女と合コンしませんか?（1月19日 ドグマ）
- 立花里子のレズビアンアナルM女コレクション（1月19日 クロス）
- 揺れる電車の中で 教育実習生・集団凌辱（1月24日 ビーエムドットスリー）
- 立花里子と集団痴女マダムス 完全版（1月26日 おかず。（ケイ・エム・プロデュース））
- 電脳調教4（2月7日 アタッカーズ）
- 保険外交員 中出しレイプ（2月8日 アイエナジー）
- ロケの裏で女優50人にやりたい放題!完全撮り下ろし!懲戒免職ADが隠し持っていたVTR入手!（2月8日 ディープス）
- 業界最強の痴女優がアナタの童貞奪います! 立花里子の素人童貞狩り（2月13日 カルマ）
- 4時間完全撮り下ろし!! 17人の口まんこフェラ痴オ（2月19日 桃太郎映像出版）
- キモメンにイカされる立花里子（2月22日 アキノリ）
- ロデオ折檻（3月8日 アイエナジー）
- プレミアレッグ 7（3月16日 U&K）
- 恋する潮吹き同性愛 紅音ほたる&立花里子（3月19日 クロス）
- 手コキ狂いの女 act.2（3月19日 BRAVO）
- 男装二人は肛門ピストンハードゲイ 立花里子&原千尋（4月19日 クロス）
- 立花里子 GLAMOROUS（4月19日 アイエナジー）
- 立花里子・大石もえ 身長170cm以上の女スパイ姉妹が捕まってあんなことも!こんなことも! 完全版（4月20日 おかず。(ケイ・エム・プロデュース））
- 立花里子とドスケベ団地妻 完全版（4月20日 Nadeshiko）
- 女スパイVS女捜査官　陵辱中出し&陵辱レズ・エステの秘密を守れ（5月3日 ヒビノ）
- ミリオンドリーム2007前編 ミリ商、痴女-1グランプリに出場!（5月3日 ケイ・エム・プロデュース）※AV OPEN 2007エントリー作品
- 立花里子と三匹の変態ボイン奴隷（5月19日 クロス）
- 極嬢（5月25日 イエロー）
- BODY DOLLS（6月8日 LEO）
- プチ裸出 DISC.8（6月21日 ナチュラルハイ）
- 虐待 女弁護士（6月21日 アイエナジー）
- 卒業 Last Love 早川凛（6月22日 笠倉出版社）
- DOUBLE☆BITCH（6月25日 kira☆kira）
- 最高の絶頂痙攣潮吹き女教師（6月25日 OPERA［オペラ］）
- 180cm女と170cm女の乱交 なぎさ（7月1日 MOODYZ）
- 立花里子のレズビアン母乳M女コレクション（7月19日 クロス）
- Maison de フードル（7月27日 笠倉出版社）
- 高身長の女 4（7月27日 メディアバンク）
- 強制レイプマニアックス 12（7月27日 メディアバンク）
- 団地妻の憂い（8月4日 アイエナジー）
- 濃厚な接吻、濃縮な一発（8月4日 アキノリ）
- 32人の乳もみインタビュー 4時間（8月10日 TMA）
- 拘束椅子レズビアン（8月15日 ドグマ）
- 痴女-1グランプリ 乃亜 VS 立花里子 〜日本で一番エロイ痴女は誰だ!?〜（8月17日 レアル・ワークス）
- ミリオン・ドリーム2007 後編 ～意志を継ぐもの〜（8月17日 ケイ・エム・プロデュース）
- もしも…時間を自由自在に行ったり来たりできるタイムマシーンがあったら?（9月13日 カルマ）
- VerSus 紅音ほたるVS立花里子（9月14日 アリスJAPAN）
- 立花里子の巨根ロ●ータ敏感ボーイズコレクション（9月19日 クロス）
- 拷問遊園地（11月8日 ナチュラルハイ）
- レズビアン痴女帝タチ花里子対巨乳変隊モマレンジャー（11月19日 クロス）
- 立花里子コスプレスペシャル（12月6日 アイエナジー）

#### 2008年
- 3周年記念作品 ダブルドリーム スーパースペシャル（1月18日 レアル・ワークス）
- 巨乳淫乱わがまま変態マゾ奥様と、召抱えられた丁寧淫語で性感御奉仕サディストメイド（1月19日、クロス）
- サイレント・レズビアン 美しい女のリアルレズLIVE（1月19日 ドグマ）
- Mスペシャル 痴女オールスター2008（2月18日、レアル・ワークス）
- 立花里子の女子校生ケツ穴アクメ調教ペット（2月19日、クロス）
- 地獄痴女スペシャル 引退･立花里子 私が永遠の最強痴女よ!（3月17日、レアル・ワークス）
- トリプル貪欲アクメボディー タチネコローテーション式レズビアン（3月19日、アンナと花子）
- 立花里子とギャルと清純。ダブル美巨乳レズビアン濃厚プレイ全部盛り（4月19日、クロス）
- 立花里子のゴートゥーヘブンだプッシーキャット（5月19日、アンナと花子）

#### 総集編
- A級モデルズTHE BEST SHOT FILE（2005年8月13日 ネクスト）
- 立花里子大全集 4時間（2005年9月20日 日本メディアサプライ）
- 立花里子ベスト4時間（2006年4月6日 タカラ映像）
- 立花里子Complete BOX（2006年5月19日 ネクスト）
- 立花里子スペシャル 完全永久保存版（2006年8月17日 アイエナジー）
- 中出し100連発コレクション（2006年12月21日 アイエナジー）
- 立花里子BEST（2007年4月13日 カルマ）
- VERY BEST OF 立花里子 完全版（2007年4月27日 ケイ・エム・プロデュース）
- 立花里子スペシャル（2007年9月7日 アタッカーズ）
- PERFECT SELECTION 立花里子 BEST（2007年10月20日 レアル・ワークス） ※撮りおろしあり
- 立花里子プレミアム・ベスト4時間（2007年12月6日 アキノリ） ※この作品のパケ写に引退と明記されている。
- 立花里子スペシャル2 完全永久保存版（2008年5月8日 アイエナジー）
- 淫 引退記念 REAL STARS BEST 4時間 立花里子（2008年7月18日 レアル・ワークス）
- オペラ5周年記念DVD24時間6枚組 （2010年12月25日、オペラ）
- もう一度逢いたい有名女優DX 立花里子（2012年1月7日、アイエナジー）
- あの時の君に会いたい。 立花里子 2枚組8時間（2012年9月28日、TMA）
- PREMIUM BEST 立花里子 4時間（2013年5月24日、TMA）
- 復刻女優ベスト 立花里子（2013年9月19日、ドグマ）

#### DVDプレイヤーズゲーム
- もしも会社に立花里子がいたら　DPG（2005年2月18日 メディアアーツ）
- 立花里子のいけない!ルナ先生　DPG（2005年4月22日 メディアアーツ）
- 立花里子　母校に帰る　DPG（2005年7月22日 メディアアーツ）

### アダルトビデオ(監督作品）
- ディープレズ 立花里子・柚月ひかる（2006年6月8日、Lee(GLAY'z））
- ディープレズ 立花里子・西原しおり（2006年6月8日、Lee(GLAY'z））
- ディープレズ 3 立花里子・夏海まりん（2006年6月8日、Lee(GLAY'z））
- ディープレズ 4 立花里子・山本瞳子（2006年6月8日、Lee(GLAY'z））
- ディープレズ 5 立花里子・汐見ゆうな（2006年6月8日、Lee(GLAY'z））